# Martí de Barcelona
Martí de Barcelona war der Ordensname von dem katalanischen Kapuziner Jaume Bagunyà i Casanovas (Barcelona, ca. 1895 – Montcada i Reixac, 1936).

## Biographie
Er wurde Kapuziner und er war zum Kloster der Kapuziner von Sarrià gegangen. Er wurde Absolvent in Geschichte an der Katholieke Universiteit Leuven, und ab 1926 war er Direktor der Zeitschrift Estudis Franciscans (Franziskanische Studien). 1924 veröffentlichte er Història de la primacia de la seu de Tarragona (Geschichte der Vorrangstellung der Kathedrale von Tarragona) von Jaume Caresmar. Er wurde auf Francesc Eiximenis spezialisiert. Deshalb schrieb er die Doctrina compendiosa 1929 ab. Dieses Werk ist Francesc Eiximenis zugerechnet, aber es war später bestätigt, dass dieses Buch nicht direkt von Eiximenis geschrieben wurde, obwohl es von Eiximenis’ Gedanken und Lehren geprägt ist. Zusammen mit den Kapuzinern Norbert d’Ordal und Feliu de Tarragona, transkribierten sie auch dreihundertzweiundfünfzig Abschnitte von dem Terç (dritter Band) von Lo Crestià (1929–32). Er schrieb auch sein interessantes Ars Praedicandi Populo (Handbuch für die Predigt vor dem Volk) ab, das von ihm Krakau entdeckt wurde. Außerdem schrieb er verschiedene Artikel über die mittelalterliche katalanische Gesellschaft und Kultur. Er war von den Anarchisten der FAI am Anfang des spanischen Bürgerkriegs ermordet. Er wurde an der Kathedrale von Barcelona am 21. November 2015 zusammen mit anderen Kapuzinern seliggesprochen, die während der Religionsverfolgung von 1936 auch ermordet worden waren.

## Werke

### Auflagen von Werken von Francesc Eiximenis
- Doctrina Compendiosa. Barcelona. Editorial Barcino. 1929. 157 S. (auf Katalanisch)

Text und Fußnoten von Martí de Barcelona, O.F.M. Cap.
“Els Nostres Clàssics”. Sammlung A, 24.
- Terç del Crestià. Volum I. Barcelona. Editorial Barcino. 1929. 318 S. (auf Katalanisch)

Text und Fußnoten von Martí de Barcelona und Norbert d’Ordal, O.F.M. Cap.
“Els nostres clàssics”. Sammlung B, 1.
- Terç del Crestià. Volum II. Barcelona. Editorial Barcino. 1930. 302 S. (auf Katalanisch)

Text und Fußnoten von Martí de Barcelona und Norbert d’Ordal, O.F.M. Cap.
“Els nostres clàssics”. Sammlung B, 2.
- Terç del Crestià. Volum III. Barcelona. Editorial Barcino. 1932. 296 S. (auf Katalanisch)

Text und Fußnoten von Martí de Barcelona und Feliu de Tarragona, O.F.M. Cap.
“Els nostres clàssics”. Sammlung B, 4.
- L’Ars Praedicandi de Fra Francesc Eiximenis. Martí de Barcelona, O.F.M. Cap. In Homenatge a Antoni Rubió i Lluch. Miscel·lània d’Estudis Literaris, Històrics i Lingüístics. Band II. Barcelona. 1936. 301-40. (auf Latein. Einführung auf Katalanisch)

### Andere Werke
- Fra Francesc Eiximenis. O.M. (1340?-1409). La seva vida, els seus escrits, la seva personalitat literària. EF, XL. 1928. 437-500. (auf Katalanisch)
- L’Església i l’Estat segons Francesc Eiximenis (I). Criterion, VII. October-December 1931. 325-38. (auf Katalanisch)
- L’Església i l’Estat segons Francesc Eiximenis (II). Criterion, VIII. 1932. 337-47. (auf Katalanisch)
- Notes descriptives dels manuscrits medievals de la Biblioteca Nacional de Madrid. EF, XLV. 1933. 337-404. (auf Katalanisch)
- Catalunya vista per Francesc Eiximenis. EF, XLVI. 1934. 79-97. (auf Katalanisch)
- Nous documents per a la biografia d'Arnau de Vilanova. AST XI. 1935. 85-128. (auf Katalanisch)
- Regesta de documents arnaldians coneguts. EF, XLVII. 1935. 261-300. (auf Katalanisch)
- La cultura catalana durant el regnat de Jaume II. EF XCI (1990), 213-295; XCII (1991), 127-245 und 383-492. (auf Katalanisch)